# Han-Gräber von Dahuting
Die Han-Gräber von Dahuting (chinesisch 打虎亭汉墓, Pinyin Dǎhǔtíng Hànmù, englisch Dahuting Tombs of Han Dynasty) sind zwei miteinander verbundene Gräber aus der späten Östlichen Han-Zeit im Dorf Dahuting in Xinmi (新密市), einer kreisfreien Stadt im Verwaltungsgebiet der bezirksfreien Stadt Zhengzhou, Provinz Henan, Volksrepublik China. Die über 1800 Jahre alten Gräber befinden sich im Südwesten von Zhengzhou und wurden seit 1960 ausgegraben. Es handelt sich um Gräber eines hohen Beamten und seiner Verwandten.

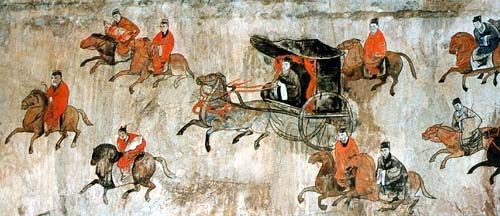
Wandmalereien aus dem Dauhating Grab zeigen eine Kutsche und Kavallerie

Auf einer 1980 ausgegrabenen Steintafel ist eine Küchenszene zu sehen, die angeblich die Herstellung von Sojamilch und Bohnenquark (Tofu) illustriert. Dies wird aber aufgrund von neueren Betrachtungen nicht mehr anerkannt.

## Westliches Grab
Das westliche Grab ist größer und wurde aus Ziegeln und Steinen errichtet, es besteht aus sieben Kammern, ist 25,16 Meters lang und 17,8 Meter breit, der mittlere Raum ist 4,88 Meter hoch, mit einer 0,5 Meter dicken Kohleschicht gepflastert. Es ist reichlich mit Figuren und Steinschnitzereien versehen.

## Östliches Grab
Das östliche Grab ist kleiner, und die meisten seiner Wandmalereien zeigen das Leben des Grabbesitzers auf seinem Gutshof (zhuangyuan): die Entgegennahme der Pacht (shōu zū 收租), Sitzen in der Küche (zuòchú 坐厨), Empfang von Besuch (yíngbīn 迎宾), beim Bankett (yànyǐn 宴饮), Tanz und Musik (wǔlè 舞乐), Akrobatik (xì 百戏), Ringen (xiāngpū 相扑), das Reisen mit Wagen und Pferden (chēmǎ chūxíng 车马出行) und Dienstmädchen (shìnǚ 侍女) usw.

## Denkmalliste der VR China
Die Han-Gräber von Dahuting (Dahuting Han mu) aus der Östlichen Han-Zeit stehen seit 1988 auf der Liste der Denkmäler der Volksrepublik China (3-239).

## Schlagwörter
Dǎhǔtíng 打虎亭, Mìxiàn Dǎhǔtíng Hànmù 密县打虎亭汉墓, Eastern Han tombs at Mixian County, Dahuting Hanmu, 打虎亭汉墓, Da-hu-ting, Ta-hu-t'ing, Mixian, Mi-hsien, Mi Xian Dahuting Han mu 
Koordinaten: 34° 30′ 47″ N, 113° 17′ 12″ O